# Maracay
Maracay este capitala statului Aragua, un oraș din Venezuela, având o suprafață de 311,52 km², populația orașului la recensământul din 2011 a fost 407.109 locuitori (cu zona metropolitană 1.140.985).
Orașul a fost fondat oficial în 1701 de episcopul Diego de Baños y Sotomayor în văile Tocopio și Tapatapa.

## Clima
Clima orașului este climă tropicală, cu medii anuale cuprinse între 24 °C - 25 °C, cu precipitații anuale de 900 – 1000 mm

## Economie și transport

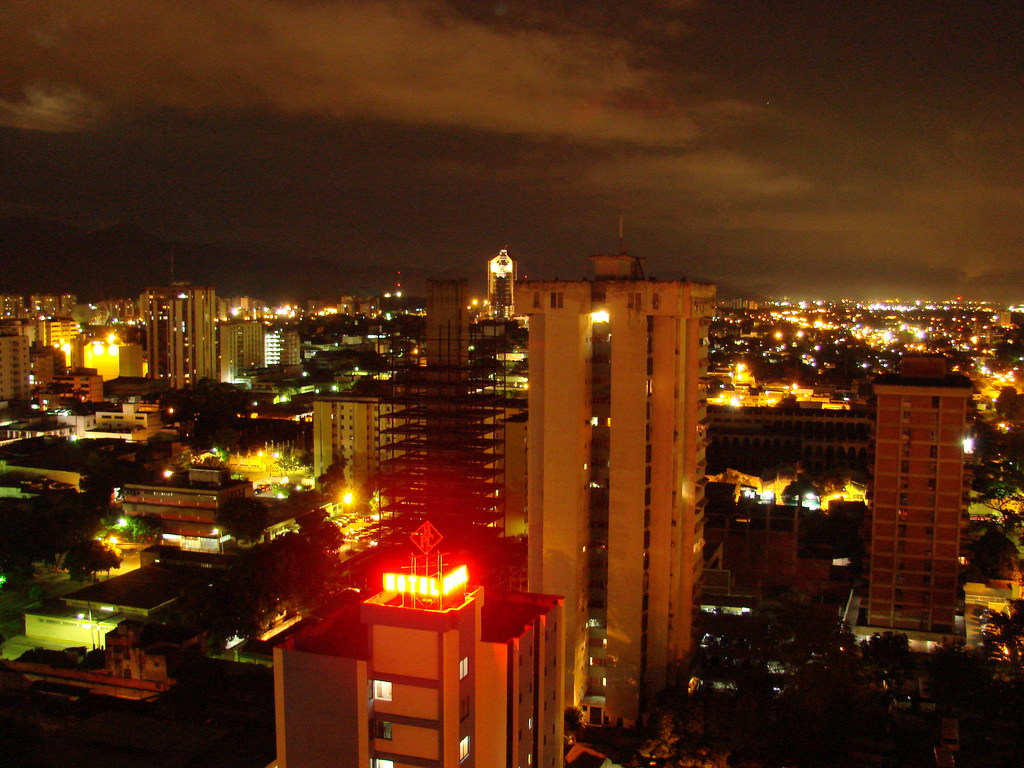
Maracay - Nocturnă

Maracay este unul din cele mai importante centre comerciale și industriale din Venezuela. În oraș se produc: hârtie, ciment, alimente prelucrate din carne de vită și lapte (conserve, săpun, parfum).
În pofida centrului său comercial, împrejurimile orașului Maracay se caracterizează prin agricultură, unde principalele culturi sunt de trestie de zahăr, tutun, cafea și cacao. De asemenea în zonă există activitate de creștere a vitelor și exploatarea lemnului.
Maracay are o rețea de transport dezvoltată care leagă orașul de restul țării. Aici trebuie amintite:
- autostrada Autopista Regional del Centro
- o legătură bună la singura și slaba dezvoltată rețea de căi ferate
- două aeroporturi:
  - Aeroportul Mariscal Sucre
  - Aeroportul El Libertador
- aeroportul de hidroplane de pe lacul Valencia
- se fac proiecte pentru metrou.

## Educație și cultură
În oraș se află Facultatea de Medicină Veterinară și Agronomie, secție a Universității Centrale din Venezuela, dar și o secție a Universității din Carabobo unde se poate studia construcții civile și alte discipline.
Principalele muzee din oraș sunt
- Muzeul de Antropologie
- Muzeul de Aviație
- Muzeul de Arte Moderne
- Opera.

## Persoane faimoase ale orașului
- Alicia Machado,  Miss Univers în 1996.
- Pilin Leon,  Miss World în 1981.
- Juan Arango, jucător de fotbal.
- Jorge Valdívia, jucător de fotbal, joacă pentru Chile.
- Elvis Andrus, jucător de basebal.
- Miguel Cabrera, jucător de basebal.
- Bobby Abreu, jucător de basebal.
- Martín Prado, jucător de basebal.
- Juan-Carlos Bianchi, jucător de tenis.
- Pastor Maldonado, pilot de curse.
- David Concepción jucător de basebal.
- Cesar Girón Diaz toreador.